# Prowadź mnie ulico vol. 4
Prowadź mnie ulico vol. 4 – album muzyczny zawierający utwory różnych wykonawców związanych z wytwórnią Jimmy Jazz Records wydany w 2007 r. Była to czwarta publikacja w ramach serii albumów wydawanych pod tytułem Prowadź mnie ulico. Zawierała zestawienie utworów różnych wykonawców, które znalazły się na ich albumach wydanych przez tę wytwórnię w 2007 r. oraz utwory niepublikowane. Pod względem prezentowanej twórczości były to utwory z takich nurtów muzycznych jak punk rock, street punk/oi!, punk '77, ska, ska punk, hardcore, psychobilly i rockabilly. Album został wydany na płycie CD. Zawiera 24 utwory.

## Historia
W 2004 r. wytwórnia Jimmy Jazz Records wydała album kompilacyjny pod tytułem „Prowadź mnie ulico”, obecnie określany jako „Prowadź mnie ulico vol. 1”, zawierający zestawienie utworów różnych wykonawców z lat 1995-2004, związanych zarówno z tą wytwórnią, jak i jej poprzedniczką – wytwórnią Rock’n’roller. Rok później wydano kolejny taki album kompilacyjny „Prowadź mnie ulico vol. 2”, a w następnym roku „Prowadź mnie ulico vol. 3”. Konsekwentnie w roku 2007 wydano część czwartą publikacji, zatytułowaną zgodnie z przyjętą wcześniej konwencją – „Prowadź mnie ulico vol. 4”, obejmującą utwory z wydawnictw realizowanych w 2007 r. oraz utwory niepublikowane. W kolejnych latach wydawane były, początkowo regularnie co roku, a później nieregularnie, następne albumy w tej serii o identycznej idei przewodniej.

## Muzyka i wykonawcy
Album w ramach wytwórni ma przypisany kod: JAZZ 104. Wydany został na jednej płycie CD. Obejmuje 24 utwory muzyczne. Muzyka zaprezentowana w ramach albumu należy do kilku gatunków muzycznych generalnie określanych jako przynależnych do sceny alternatywnej, niezależnej. Pośród nich dominuje punk rock, w tym jego melodyjne odmiany, obejmujące między innymi street punk/oi! oraz punk '77. Z innych rodzajów muzyki na płycie występują także typowe dla tej wytwórni style muzyczne takie jak ska, ska punk, hardcore punk, psychobilly, rockabilly, czy bardziej ogólnie punk'n'roll.
W albumie zamieszczono utwory następujących wykonawców: Anti Dread, Dumbs, Exit From Hell, Komety, Nowy Świat, Pavulon Twist, Skapoint, Skarpeta, The Analogs, The Headhunters, The Kolt, Way Side Crew, WC.

## Utwory
| Lp | Wykonawca       | Tytuł                     | Czas  |
| -- | --------------- | ------------------------- | ----- |
| 1  | Komety          | Wyglądasz Źle             | 04:19 |
| 2  | Skapoint        | I Love Ska                | 04:02 |
| 3  | Anti Dread      | Zabawka                   | 03:07 |
| 4  | Nowy Świat      | Dead Boys                 | 02:24 |
| 5  | Dumbs           | I Can’T Feel Relaxed      | 01:19 |
| 6  | Pavulon Twist   | Dice With Devil           | 04:53 |
| 7  | The Kolt        | Ostatni Łyk               | 02:17 |
| 8  | Exit From Hell  | Do Zobaczenia             | 01:43 |
| 9  | The Analogs     | Linia Frontu              | 02:07 |
| 10 | WC              | Prezydent                 | 02:43 |
| 11 | Way Side Crew   | Powiedzmi                 | 01:52 |
| 12 | Skarpeta        | No Alko                   | 03:13 |
| 13 | Kalosz Laszlo   | J.K                       | 02:20 |
| 14 | Exit From Hell  | 40%                       | 02:38 |
| 15 | The Headhunters | Droga 66                  | 02:48 |
| 16 | Nowy Świat      | Kino Moskwa               | 02:21 |
| 17 | Anti Dread      | Musze Ją Mieć             | 02:25 |
| 18 | The Kolt        | Degustator                | 02:44 |
| 19 | Dumbs           | I Don’T Wanna Do Anything | 01:08 |
| 20 | WC              | Szczęście                 | 01:34 |
| 21 | The Headhunters | Nie Lubię Radia           | 03:31 |
| 22 | Skapoint        | Don’T Even Try            | 04:59 |
| 23 | Skarpeta        | Mickey Monster            | 01:56 |
| 24 | Pavulon Twist   | Bloodstains On My Shoes   | 03:30 |

## Odbiór
Składanka „Prowadź mnie ulico” obejmuje zróżnicowaną muzykę związaną ze sceną niezależną, alternatywną, w bardzo wielu odmianach, co stanowi o jej sile oraz jest przyczynkiem do jej sporej popularności wśród fanów tych rodzajów muzyki i subkultur. Sam album uderza w różne gusty słuchaczy i zapewne znajdzie spore grono odbiorców. Jego pozytywnym aspektem jest także wybór utworów zawierający zarówno znane już wcześniej kompozycje jak i utwory nieznane, debiutanckie, które po udostępnieniu albumu w sprzedaży, jeszcze przez znaczny okres czasu nie były dostępne w innych publikacjach. Ponadto zwraca się uwagę na niską cenę płyty, będącą charakterystyczną cechą dla całej serii. Zarówno więc to wydawnictwo jak i cała seria wywiera pozytywne wrażenie, gdyż nie jest tylko marketingową składaną lecz przede wszystkim dokumentem o zdecydowanym i czytelnym profilu z dużą dawką niepublikowanych wcześniej nowości.